# Risskov Kirke
Risskov Kirke ligger i Aarhus-forstaden Risskov. Den blev opført i 1922 som villa for chokoladefabrikant Fritz Georg Clausen (1871-1927), grundlægger af chokoladefabrikken Elvirasminde, og var tegnet af arkitekt Vilhelm Puck.
Efter Clausens enkes død i 1933 henvendte arvingerne sig i 1934 til den i november 1933 etablerede Risskov Kirkekomité og tilbød at skænke villaen, så den kunne blive indrettet til kirke, hvilket enken privat havde udtrykt tanker om i sine sidste år, men ikke testamentarisk bestemt. Herefter blev villaen ombygget af den unge arkitekt Aksel Skov, og 1. søndag i advent, 2. december 1934, blev kirken indviet.
I 1935 ændrede Aksel Skov tårnet, og det nuværende kor blev tilføjet i 1968. Sognemæssigt blev Risskov Sogn udskilt fra Vejlby Sogn 30. november 1940.

## Eksterne kilder og henvisninger
- Wikimedia Commons har flere filer relateret til Risskov Kirke
- Risskov Kirke hos KortTilKirken.dk
- Risskov Kirke hos danmarkskirker.natmus.dk (Danmarks Kirker, Nationalmuseet)